# Mirko Hrgović
Mirko Hrgović, bosansko-hercegovski nogometaš in trener, * 5. februar 1979, Sinj.
Za bosansko-hercegovsko reprezentanco je odigral 29 uradnih tekem in dosegel dva gola.